# الخصوصية الدولية
الخصوصية الدولية (بالإنجليزية: Privacy International، برايفسي إنترناشيونال) هي مؤسسة خيرية مسجلة في المملكة المتحدة تسعى للدفاع عن حق الخصوصية والترويج له حول العالم. تأسست في 1990، وسُجلت بصفة شركة غير ربحية في 2002 وبصفة مؤسسة خيرية في 2012. يقع مقرها في لندن، المملكة المتحدة، ومديرها التنفيذي منذ 2012 هو الدكتور جص حسين.
في فبراير 2016، قدمت مؤسسة الخصوصية الدولية تقريرًا بعنوان «رجال الرئيس؟ داخل إدارة البحوث التقنية، اللاعب السري في البنية التحتية للاستخبارات في مصر». يتحدث التقرير عن نشاط وحدة مخابرات سرية مصرية تابعة لرئيس الجمهورية، تشتري نظم تجسس لاستخدامها ضد المعارضين السياسيين وكبار مسؤولي الحكومة.

## وصلات خارجية
- الموقع الرسمي